# Мост Тана
Мост Тана (норв. Tana bru) — автомобильный вантовый мост через реку Танаэльв недалеко от одноимённого города, в коммуне Тана, фюльке Тромс-ог-Финнмарк, Норвегия. По мосту проходит европейский автомобильный маршрут E06. 

## История
Первый деревянный мост через Танаэльв был построен в 1939 году. Он находился в Сейде, примерно в четырех километрах к северу от существующего моста. Осенью того же года перед ледоставом мост был разобран и возобновлён летом следующего года. В 1940 году началось строительство висячего моста. Работы завершились в 1943 году. На момент открытия это был второй по длине висячий мост в Норвегии (после Фюксесуннского моста). Стоимость строительства составила около 2,2 млн крон. В 1944 году мост был взорван отступавшими немецкими войсками. До его восстановления движение через реку осуществлялось на пароме. Мост восстановлен в 1948 году. Проект был разработан Мостовым отделом Дирекции общественных дорог (норв. Bruavdelingen Vegdirektoratet). Строительство велось компанией Alfred Andersen mekanisk Verksted og Støperi A/S.
Это был трёхпролетный висячий мост с центральным пролётом длиной 195 м и двумя боковыми пролётами 13,5 м и 11,5 м. Общая длина моста составляла 220 м, ширина — 5 м. 
К 2000-м годам с увеличением автомобильного движения пропускная способность моста оказалась недостаточной. Ширина проезжей части составляла всего 5 м, отсутствовали тротуар и велодорожка:23. Проект строительства нового моста был включен в Национальный транспортный план на 2006—2015 годы. В 2008 году было согласовано, что новый мост будет однопилонным вантовым и будет располагаться в 100 м выше старого моста:8. Проект был разработан Мостовым отделом Дирекции общественных дорог (норв. Bruavdelingen Vegdirektoratet).
Победителем конкурса, объявленного в мае 2016 года, было признано совместное предприятие польской компании Vistal (металлоконструкции) и норвежской HAK Entreprenør AS (бетонные работы). Работы начались в январе 2017 года. Металлоконструкции пилона и пролётного строения были изготовлены на сталелитейном заводе Vistal Gdynia в Польше, вантовая система — на заводе Redaelli Tecna S.p.A. в Италии. В конце августа 2017 года были закончены работы по сооружению фундаментов и началась сборка пилона. В конце октября 2019 года закончен монтаж пролётного строения моста. Помимо моста был построен новый участок дороги с устройством круговых развязок на обоих берегах. Открытие движения по новому мосту состоялось 15 сентября 2020 года. Общая стоимость строительства составила 570 млн крон. По первоначальным планам старый мост должен был быть снесён, но после протестов местных жителей опору на восточном берегу было решено сохранить как память о послевоенном восстановлении Финнмарка. 

## Конструкция
Мост однопилонный вантовый. Общая длина моста составляет 274,9 м (из них длина вантовой части 234 м), ширина — 15,2 м. Главный пролёт — 190 м.
Вантовая ферма представляет собой систему веер. Плоскость вант одна – по оси проезжей части. В каждом полувеере расположено по 11 вант. 
Балка жесткости вантового пролётного строения представляет собой цельнометаллическую замкнутую коробку с четырьмя стенками; верхний лист в виде ортотропной плиты проезжей части. Высота балки жесткости составляет 2,0 м. Пилон асимметричный, состоит из двух металлических стоек, которые пересекают друг друга на высоте примерно 70 м. Общая высота пилона составляет 95 м от уровня верха ростверка. Ростверк монолитный железобетонный на свайном основании, размеры 30 х 15 х 3 м.
Мост предназначен для движения автотранспорта, велосипедистов и пешеходов. Проезжая часть включает в себя 2 полосы для движения автотранспорта, шириной 3,5 м каждая. По середине проезжей части размещена разделительная полоса повышенного типа шириной 2,0 м. Тротуары шириной 2,25 м расположены в повышенном относительно проезжей части уровне. 